# Jean-Michel Goutier
Pour les articles homonymes, voir Goutier.
Jean-Michel Goutier, né à Montréal-la-Cluse (Ain) le 15 août 1935 et mort le 27 août 2020 à Bonneuil-sur-Marne,, est un poète, performeur et essayiste français.

## Biographie
Sorti traumatisé de la Guerre d'Algérie, épris de poésie, Goutier entre en contact avec André Breton par le biais du poète Radovan Ivsic en 1964 et participe à l'activité du groupe surréaliste jusqu'à sa dissolution en 1969. Avec sa compagne l'artiste Giovanna, il conçoit les performances suivantes : Lignes de force surréaliste (1965), La Carte absolue en ouverture de l'exposition L'Écart absolu (1965) et La Crête de l'incendie pour l'exposition La Fureur poétique (1967).
Il dirige aux éditions Le Soleil noir la revue Les Cahiers noirs du Soleil (1969-1975) et y fonde le collectif d'édition Le Récipiendaire (1976-1978) qui continua ensuite aux éditions Plasma. Il est l'un de ceux qui ont contribué à la redécouverte du poète Stanislas Rodanski, par des préfaces de certains de ses textes (Des proies aux chimères, éditions Plasma, 1983) et par l'édition, avec François Di Dio, de la première anthologie de ses écrits (Écrits - sous le signe du Soleil Noir, préfacés par Julien Gracq, Christian Bourgois, 1999).
Il est membre de l'Association des amis de Benjamin Péret et a dirigé l'ouvrage collectif Benjamin Péret (1982),.
Il fut membre du comité scientifique pour l’exposition André Breton, la Beauté convulsive (Centre Georges-Pompidou, Paris, 1991).

## Publications
- Discours, Paris, Plasma, 1979
- [Direction d'ouvrage] Benjamin Péret, Paris, Henri Veyrier, 1982
- [Direction d'ouvrage] André Breton, Je vois, j’imagine, Paris, Gallimard, 1991
- Le Soleil Noir : recherches, découvertes, trajectoires, Nîmes, éditions Carré d'Art de Nîmes, 1994 (avec des textes de François Di Dio et Philippe Di Folco)  (ISBN 978-2-9092-3500-4)
- Pacifique que ça, 1995
- André Breton, Paris, Cahiers de L'Herne, 1998
- [Direction d'ouvrage] Écrits - sous le signe du Soleil Noir de Stanislas Rodanski, édition établie avec François Di Dio, préface de Julien Gracq, Paris, Christian Bourgois, 1999
- [Préfacier] Édouard Jaguer, L'Envers de la panoplie, Syllepse, coll. « Libre espace », 2000
- Iván Tovar, George Nadler Latinamerican Art, 2001
- André Breton, 42 rue Fontaine[7], CalmelsCohen, 2003
- André Breton : Mettre au ban les partis politiques, Paris, Cahiers de L'Herne, 2007
- "Grands" surréalistes, Paris, Galerie Daniel Malingue, 2008
- [Édition] André Breton : Lettres à Aube. 1938-1966, correspondance, Paris, Gallimard, 2009
- Jacques Hérold et le surréalisme, catalogue du centenaire avec Christine Poullain, Christophe Dauphin, Rose-Hélène Iché, Michel Butor, Marseille, Musée Cantini / Silvana Editoriale, 2010